# Distretto di Kilis
Il distretto di Kilis (in turco Kilis ilçesi) è uno dei distretti della provincia di Kilis, in Turchia.
| Controllo di autorità | VIAF (EN) 139520996 · LCCN (EN) n00140184 · J9U (EN, HE) 987007478088105171 |